# Linia kolejowa Naumburg – Teuchern
Linia kolejowa Naumburg – Teuchern – jednotorowa, lokalna linia kolejowa w Niemczech, w kraju związkowym Saksonia-Anhalt. Biegnie od Naumburga (Saale) przez Stößen do Teuchern. Łączy ważne linie kolejowe Halle – Bebra oraz Weißenfels – Zeitz. Jest jedną z trzech linii obsługiwanych przez Burgenlandbahn.